# Athripsodes bomana
Athripsodes bomana är en nattsländeart som först beskrevs av Martin E. Mosely 1939.  Athripsodes bomana ingår i släktet Athripsodes och familjen långhornssländor. Inga underarter finns listade i Catalogue of Life.